# Expansion Pak

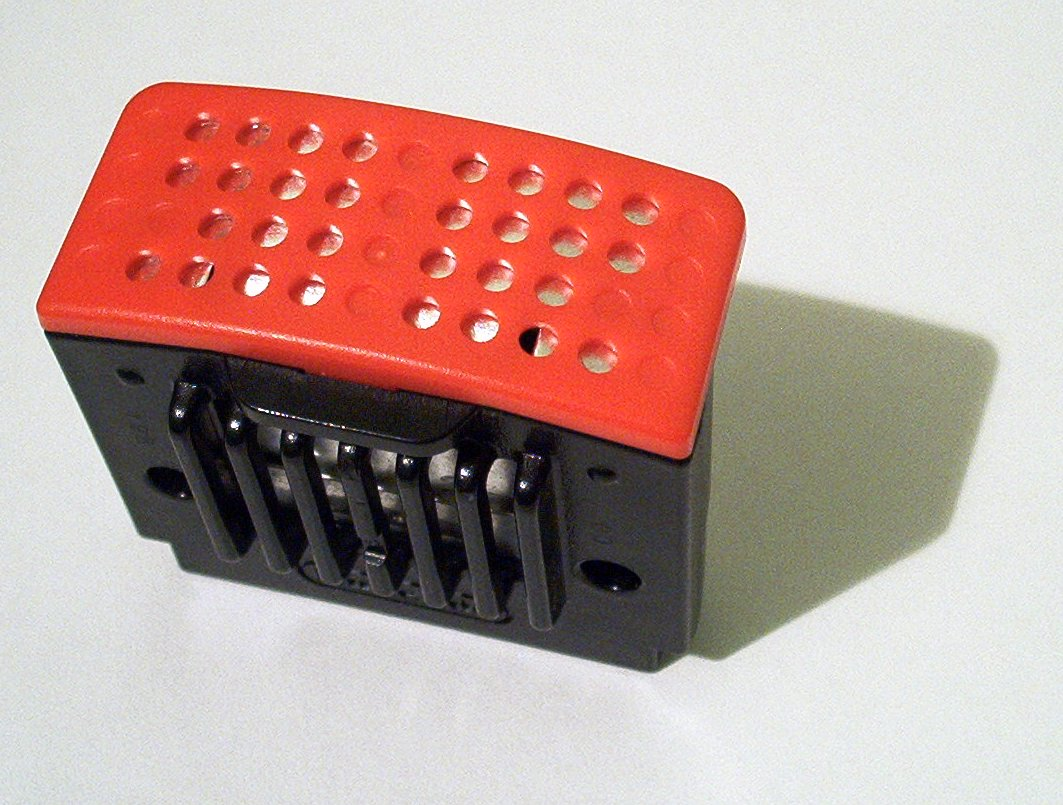
Expansion Pak

Expansion Pak är ett utbyggnadsminne till Nintendo 64 som släpptes 1999. Detta minne är 4 MB stort, vilket ger tv-spelssystemet ett arbetsminne på totalt 8 MB och möjlighet för spelen att vara mer grafiskt avancerade.
Några få spel, däribland Donkey Kong 64, Perfect Dark och The Legend of Zelda: Majora's Mask, krävde utbyggnadsminnet för att kunna spelas.